# Eberhard Kinzel
Eberhard Kinzel, född den 18 oktober 1897 i Berlin-Friedenau, död den 23 maj 1945 i Idstedt, var en tysk general. Han ingick i den delegation som under generalamiral Hans-Georg von Friedeburg den 4 maj 1945 undertecknade den tyska kapitulationen i nordvästra Tyskland, Nederländerna och Danmark.
Kinzel var stabschef för Armégrupp Nord 1943–1944. År 1942 dekorerades han med Riddarkorset av Järnkorset.
Den 23 maj 1945 begick Kinzel självmord tillsammans med sin flickvän Erika von Aschoff.

### Webbkällor
- Miller, Michael D. & Collins, Gareth. ”General der Infanterie Eberhard Kinzel” (på engelska). Axis Biographical Research. Arkiverad från originalet den 14 februari 2013. https://www.webcitation.org/6ER3BA8X2?url=http://www.geocities.com/~orion47/WEHRMACHT/HEER/General2/KINZEL_EBERHARD.html. Läst 14 februari 2013.